# Pēteris Stučka
 "Stučka" omdirigeres hertil. For andre betydninger af Stučka, se Aizkraukle.
Pēteris Stučka (russisk: Пётр Ива́нович Сту́чка; født 26. juli 1865 i Koknese pagasts i Guvernement Livland, død 25. januar 1932 i Moskva i Sovjetunionen) var lederen af den bolsjevikisk-udnævnte regering i Letland der kortvarigt gjorde sig gældende under den lettiske krig for uafhængighed, og en af lederne i Nye Strømning-bevægelsen i det sene 19. århundrede. Stučka var en produktiv forfatter og oversætter, redaktør af større socialistiske og kommunistiske aviser og tidsskrifter både på lettisk og russisk. Stučka var desuden en prominent jurist og pædagog, og den første præsident for Sovjetunionens Højesteret. Stučkas kone, Dora Pliekšāne (1870–1950), var søster til den lettiske nationaldigter Rainis (Jānis Pliekšāns), som Stučka delte værelse med under deres jurastudier ved Sankt Petersborg Universitet.
Gennem 1920'erne var Stučka en af de førende sovjetiske teoretikere i jura, som fremmede den "revolutionære" eller "proletariske" model af socialistisk jura. Efter sin død i 1932, blev Stučka begravet blandt de andre kommunistiske honoratiores i Kremlmurens nekropolis, i nærheden af Lenins mausoleum på Moskvas Røde Plads.